# Bernardino de Cárdenas y Portugal
Bernardino de Cárdenas y Portugal, 3º Duca di Maqueda e 2º Marchese di Elche (Torrijos, 20 gennaio 1553 – Palermo, 17 dicembre 1601), è stato un diplomatico spagnolo.
Viceré di Catalogna dal 1592 al 1596 e Viceré di Sicilia dal 1598 alla sua morte, il suo nome è noto soprattutto per la centralissima strada di Palermo da lui voluta e che a lui è intitolata, Via Maqueda.
Abile amministratore, dotò il Regno di Sicilia di una flotta in grado di contrastare i corsari barbareschi e di proteggere così le coste dell'isola dalle loro incursioni. 
Morì di peste, a quanto pare contratta proprio da un carico sottratto a una nave corsara.

## Matrimoni e discendenza
Il Duca di Maqueda sposò Luisa Manrique de Lara, 5ª Duchessa di Nájera, da cui ebbe quattro figli maschi e due femmine.